# 希洪水族馆
希洪水族馆（西班牙語：Acuario de Gijón）是一座位于西班牙北部阿斯图里亚斯希洪市的水族馆。

## 简介
水族馆位于希洪市北部海滩，水族箱总体积超过2000立方米，包括来自阿斯图里亚斯河流、坎塔布连海岸、加勒比海、太平洋、印度洋、红海和大西洋的60多种淡水和咸水动物。

## 扩展阅读
- （德）杜德勒. . 由李婵翻译. 辽宁科学技术出版社. 2017-06. ISBN 9787559101365.